# Moviment antitabac al Tercer Reich

Un anunci antitabac titulat «El fumador en cadena», en el qual es llegeix: «Ell no el devora [el cigarret], és [el cigarret] qui el devora a ell»

Després que els metges alemanys fossin els primers a descobrir la relació entre el càncer de pulmó i el tabac, s'inicià un fort moviment antitabac al Tercer Reich i es liderà la primera campanya antitabac de la història moderna. Els moviments antitabac cresqueren a moltes nacions des del principi del segle xx, però tengueren poc èxit arreu excepte a Alemanya, on la campanya va rebre el suport del govern després de l'ascens dels Nazis al poder. Aquest seria el moviment en contra del tabac més poderós del món als anys 30 i a principis dels 40. Els líders nacionalsocialistes condemnaren el consum de tabac i molts d'aquests el criticaren públicament. Sota el govern nazi prosperà la investigació sobre el tabac i els seus efectes en la salut, que seria la més important del seu tipus en aquells temps. A més de la investigació efectuada, l'aversió personal d'Adolf Hitler envers el tabac, les polítiques reproductives dels nazis i l'associació del tabac amb l'antisemitisme i el racisme foren altres factors en suport de la campanya contra el tabac.
La campanya antitabac dels nazis consistí a prohibir fumar als tramvies, autobusos i trens urbans, promoure l'educació saludable, limitar les racions de cigarrets a la Wehrmacht, organitzar classes mèdiques per als soldats i incrementar els impostos sobre el tabac. Els nacionalsocialistes també imposaren limitacions als anuncis de tabac, restringiren fumar en espais públics i ho regularen als restaurants i a les cafeteries. El moviment antitabac no va tenir gaire eficàcia en els primers anys del règim nazi i, malgrat els esforços de la campanya, l'ús del tabac cresqué entre el 1933 i el 1939, tot i que posteriorment va disminuir entre els anys 1939 i 1945. Ni tan sols a final del segle xx, el moviment antitabac a l'Alemanya de la postguerra havia assolit tanta influència com el dels temps del nacionalsocialisme.

## Antecedents
El sentiment antitabac ja existia a Alemanya a principis del segle xx. El 1904, els crítics del tabac organitzaren el primer grup antitabac del país, Deutscher Tabakgegnerverein zum Schutze der Nichtraucher («Associació Alemanya d'Opositors del Tabac per a la Protecció dels No-fumadors»), que existiria només durant un breu període. La següent organització antitabac, Bund Deutscher Tabakgegner («Federació d'Opositors del Tabac Alemanys»), fou establerta el 1910 a Trautenau (Bohèmia). El 1912 s'establiren més organitzacions antitabac a les ciutats de Hannover i Dresden. El 1920 es formà la Bund Deutscher Tabakgegner in der Tschechoslowakei («Federació d'Opositors del Tabac Alemanys a Txecoslovàquia») a Praga, després que Txecoslovàquia se separàs d'Àustria al final de la Primera Guerra Mundial. També s'establí una Bund Deutscher Tabakgegner in Deutschösterreich («Federació d'Opositors del Tabac Alemanys a l'Àustria alemanya») el 1920 a Graz.
Tots aquests grups editaven publicacions que propugnaven no fumar. La primera publicació en alemany d'aquestes característiques va ser Der Tabakgegner («L'Opositor del Tabac»), publicada per l'organització bohèmia entre els anys 1912 i 1932. Deutscher Tabakgegner («Opositor del Tabac Alemany») es va publicar a Dresden del 1919 al 1935 i fou la segona publicació a tractar la temàtica en qüestió. Les organitzacions antitabac també estaven en contra del consum d'alcohol.

## Causes

### Investigació
Les investigacions i estudis sobre els efectes del tabac en la salut de la població estaven més avançades a Alemanya que a cap altra nació quan els nazis ascendiren al poder, per la qual cosa foren uns bons fonaments per a la campanya antitabac. La relació entre el càncer de pulmó i el tabac es va demostrar per primera vegada a l'Alemanya nazi, contràriament a la creença popular que situa aquest descobriment als anys 50 i a càrrec de científics britànics i americans. També, el terme «fumador passiu» («Passivrauchen») es va encunyar a Alemanya. Els projectes d'investigació subvencionats pels nazis revelaren múltiples efectes desastrosos del tabac sobre la salut. L'Alemanya nazi defensava la investigació epidemiològica sobre els efectes perniciosos de l'ús del tabac. Hitler, personalment, donà suport financer al Wissenschaftliches Institut zur Erforschung der Tabakgefahren («Institut per a la Investigació dels Perills del Tabac») a la Universitat de Jena, amb Karl Astel al capdavant. Establert el 1941, va ser l'institut antitabac més destacat del Tercer Reich.
Franz H. Müller, el 1939, i E. Schairer, el 1943, empraren en un principi els mètodes epidemiològics de cas-control per estudiar el càncer de pulmó entre els fumadors. El 1939, Müller publicà un estudi reportat en una publicació reputada sobre el càncer, que enunciava que la prevalença de càncer de pulmó era més alta entre els fumadors. Müller, descrit com «el pare oblidat de l'epidemiologia experimental», era membre del Cos Automobilista Nacionalsocialista (NSKK) i del Partit Nazi (NSDAP). La dissertació mèdica de Müller, publicada el 1939, va ser el primer estudi epidemiològic controlat de la relació entre el tabac i el càncer de pulmó. A part de mencionar la incidència creixent del càncer de pulmó i moltes de les causes que hi havia al darrere, com la pols, el fum dels tubs d'escapament dels cotxes, la tuberculosi, els rajos X i els contaminants emesos per les fàbriques, el document de Müller apuntava que «la significació del fum del tabac ha passat més i més a un segon pla».
Els metges del Tercer Reich sabien que fumar pot causar malalties cardíaques, considerades les més serioses de totes les que poden originar del tabac. L'ús de nicotina de vegades es considerà el responsable de l'increment dels casos d'infarts miocardíacs arreu del país. Els últims anys de la Segona Guerra Mundial, els investigadors consideraren la nicotina com un dels factors que hi havia darrere dels infarts coronaris que tenien una quantitat significativa del personal militar al Front Oriental. Un patòleg del Heer examinà vint-i-dos soldats joves que havien mort d'infart miocardíac al front i documentà el 1944 que tots eren «fumadors entusiastes». Al report, hi citava l'opinió del patòleg Franz Buchner, que declarava els cigarrets com «un verí coronari de primera categoria».

### La postura de Hitler envers el tabac

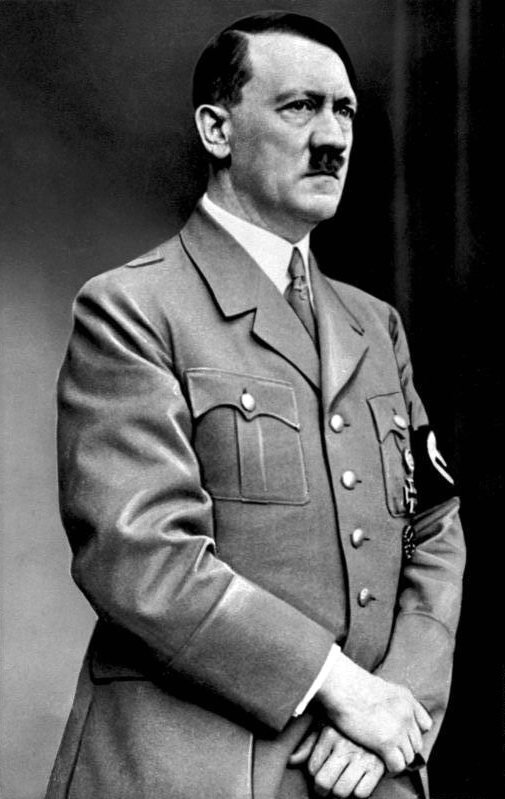
Hitler encoratjà els seus associats pròxims a deixar de fumar.

El canceller alemany Adolf Hitler no suportava el consum de tabac; aquesta aversió personal seva fou un altre dels múltiples catalitzadors de la campanya antitabac. Hitler fumava molt de jove (entre 25 i 40 cigarrets diaris), però abandonà l'hàbit concloent que era una «pèrdua de doblers». En els anys següents, Hitler veié el fet de fumar com una cosa «decadent» i «la ira de l'home vermell contra l'home blanc, venjança per haver-los donat licor blanc», i lamentava que «tants d'homes excel·lents s'han perdut per culpa de l'enverinament del tabac.» No li agradava gens que Eva Braun i Martin Bormann fumessin i es queixava del fumar continuat de Hermann Göring en llocs públics. A més, es va emprenyar molt quan es va comissionar una estàtua de Göring fumant un cigar.
Hitler desaprovava la llibertat de fumar del personal militar; el 2 de març de 1942, durant la Segona Guerra Mundial, digué que «va ser un error, atribuïble als líders de l'armada del moment, al començament de la guerra». També va dir que era «incorrecte dir que un soldat no pot viure sense fumar». Va prometre que, acabada la guerra, posaria fi a l'ús del tabac en les forces armades. Hitler encoratjà els seus amics propers a no fumar i premià els que ho deixaren. Sovint es considera que Hitler va ser el primer líder nacional a advocar en contra del tabac; tanmateix Jaume I i VI, rei d'Anglaterra i d'Escòcia, ja era obertament antitabac 330 anys abans.

### Polítiques reproductives
Les polítiques de reproducció dels nazis foren una raó significativa en la campanya antitabac. Les dones que fumaven es consideraven vulnerables a l'envelliment prematur i a la pèrdua d'atractiu físic; en conseqüència, no estaven vistes com a bones mares i esposes d'una família alemanya exemplar. Werner Huttig, de la Rassenpolitisches Amt («Oficina de Polítiques Racials») del Partit Nazi va dir que la llet materna d'una mare fumadora contenia nicotina, afirmació que la investigació moderna ha confirmat. Martin Staemmler, un físic prominent durant el Tercer Reich, opinava que en les dones prenyades que fumaven hi havia un nombre més gran de morts fetals i avortaments espontanis. La higienista racial Agnes Bluhm, una dona molt coneguda a l'època, expressava el mateix en el seu llibre del 1936. Els líders nazis estaven preocupats per aquest fet perquè volien que les dones alemanyes fossin tan reproductives com fos possible. Un article d'una publicació de ginecologia del 1943 exposava que les dones que fumaven tres o més cigarrets diaris eren més propenses a no tenir descendència que les dones no fumadores.

### Associació amb l'antisemitisme i el racisme
A més de les seves preocupacions per la salut pública, els nazis estaven fortament influenciats per la ideologia; específicament, el moviment estava influït pels conceptes d'higiene racial i de puresa corporal. Els líders nazis creien que no estava bé que la raça superior fumés i que el consum de tabac suposava una «degeneració racial». Els nazis veien el tabac com a «verí genètic». Els higienistes racials s'oposaven a l'ús del tabac, tement que «corrompés» el «germoplasma alemany». Els activistes antitabac nazis sovint provaren de mostrar el tabac com un vici dels negres degenerats.
Els nazis atribuïen als jueus la introducció del tabac i dels seus efectes perjudicials. L'Església Adventista del Setè Dia alemanya va anunciar que fumar era un vici insà escampat pels jueus. El 1941, Johann von Leers, editor del Nordische Welt («Món Nòrdic»), va proclamar en la cerimònia d'obertura del Wissenschaftliches Institut zur Erforschung der Tabakgefahren que el «capitalisme jueu» era el responsable de la propagació de l'ús de tabac arreu d'Europa. Va dir que la primera tabaquera en sòl alemany la van dur els jueus i que controlaven la indústria del tabac des d'Amsterdam, el punt principal d'entrada de plantes del gènere Nicotiana a Europa.

## Campanya

### Mesures
Els nazis empraven bastants tàctiques de relacions públiques per convèncer la població general d'Alemanya de no fumar. Algunes revistes sanitàries populars, com Gesundes Volk («Gent Saludable»), Volksgesundheit («Salut de la Gent») i Gesundes Leben («Vida Saludable»), publicaren advertències sobre les conseqüències que fumar podia tenir per a la salut i pòsters que mostraven els efectes perjudicials del tabac. S'enviaren missatges antitabac als llocs de treball de la gent, sovint amb l'ajuda de les Joventuts Hitlerianes (HJ) i les Bund Deutscher Mädel (BDM). La campanya antitabac duta a terme pels nazis també incloïa educació sanitària: el juny del 1939 es formà un Departament contra els Perills de l'Alcohol i el Tabac, i el Reichsstelle für Rauschgiftbekämpfung («Departament pel Conflicte contra les Drogues Tòxiques») també ajudà a la campanya. Es publicaren nombrosos articles que advocaven en contra de fumar a les revistes Die Genussgifte («Els Estimulants Recreacionals»), Auf der Wacht («A la Guàrdia») i Reine Luft («Aire Net»); aquesta última era la principal publicació del moviment antitabac al Tercer Reich. L'Institut per a la Investigació dels Perills del Tabac de Karl Astel a la Universitat de Jena adquirí i distribuí centenars de reimpressions de Reine Luft.
Reconeguts els efectes perjudicials de fumar sobre la salut, es promulgaren múltiples articles de la legislació antitabac. A finals dels anys 30, els nazis implementaren cada vegada més lleis en contra del tabac. El 1938, tant la Luftwaffe com la Reichspost prohibiren el tabac. Es prohibí fumar no només a les institucions de salut, sinó també a moltes oficines públiques i cases de repòs. Les comares tenien prohibit fumar mentre servien. El 1939, el partit nazi prohibí fumar a tots els seus locals oficials i Heinrich Himmler, el llavors cap de Schutzstaffel (SS), restringí als policies i oficials de SS que fumassin quan estaven de servei. També s'il·legalitzà fumar a les escoles.
El 1941 es prohibí el consum de tabac en els tramvies a seixanta ciutats germàniques. També es prohibí fumar als refugis antiaeris, tot i que alguns refugis tenien habitacions separades a posta per fumar. Es procurava, sobretot, prevenir que les dones fumassin. El president de l'Associació Mèdica d'Alemanya anuncià que «les dones alemanyes no fumen». Les dones prenyades, les de menys de 25 anys i les de més de 55 no rebien cartilles de racionament de tabac durant la Segona Guerra Mundial. Existien restriccions a l'hora de vendre tabac a les dones, imposades en la indústria d'hospitalitat i de venda al detall d'aliments. Hi havia també pel·lícules antitabac dirigides a les dones que es mostraven públicament i els diaris publicaven editorials que discutien el fet de fumar i els seus efectes. Es prenien mesures estrictes en aquest aspecte; per exemple, l'Organització Nacionalsocialista de Cèl·lules de les Fàbriques (NSBO) anuncià que acomiadaria les seves membres que fumassin públicament. El següent pas de la campanya antitabac fou prohibir-lo als menors de 18 anys, dut a terme el juliol del 1943. L'any següent es va il·legalitzar fumar als autobusos i als trens urbans per iniciativa personal de Hitler, que temia que les dones que els empressin fossin fumadores passives.
A més, s'imposaren restriccions als anuncis de tabac i de productes relacionats, promulgades el 7 de desembre de 1941 i signades per Heinrich Hunke, president del Consell de Publicitat. Es prohibiren completament els anuncis que mostraven el tabac com una cosa inofensiva o una expressió de la masculinitat. També foren prohibits els activistes que ridiculitzaven el moviment antitabac, així com els pòsters que l'anunciaven a les vies del tren, les regions rurals, els estadis i les pistes de carreres. Es prohibí també anunciar-lo a través de megàfons o per correu.
També es restringí el tabac a la Wehrmacht. Les racions de cigarrets als militars estaven limitades a sis unitats diàries per soldat. De vegades se'ls venien cigarrets extres, sobretot quan no hi havia avanç militar ni retirades al camp de batalla, però estaven restringits a 50 unitats mensuals per cap. Els soldats adolescents que servien a la 12a Divisió SS Panzer Hitlerjugend rebien llepolies en lloc de tabac. No es permetia tampoc l'ús de tabac al personal auxiliar femení de la Wehrmacht. Les lectures mèdiques eren gestionades per persuadir els militars a deixar de fumar. El 3 de novembre de 1941 es promulgà una ordenança que apujava les taxes sobre el tabac aproximadament entre un 80% i un 95% del preu de venda. Seria l'augment més car dels impostos sobre el tabac fins més de 25 anys després de la caiguda del règim nazi.

### Efectivitat
En un principi, la campanya antitabac es considerà un fracàs. Entre els anys 1933 i 1937 hi hagué un increment ràpid en el consum de tabac a Alemanya. El percentatge de fumadors a la nació creixia fins i tot més ràpidament que a la veïna França, on el moviment antitabac era insignificant i molt menys influent. Entre el 1932 i el 1939, el consum de cigarrets per capita a Alemanya cresqué de 570 a 900 unitats anuals, i a França, de 570 a 630.
Les companyies manufactureres de cigarrets a Alemanya intentaren debilitar la campanya diverses vegades. Editaren noves publicacions i provaren de mostrar el moviment antitabac com una cosa «fanàtica» i «no científica». La indústria tabaquera també va provar de contrarestar la campanya del govern per prevenir que les dones fumassin i utilitzà models fumant per als seus anuncis. Malgrat les regulacions governamentals, moltes dones d'Alemanya fumaven regularment, incloses les esposes de molts oficials nazis d'alt grau. De fet, Magda Goebbels fumava fins i tot quan la va entrevistar un periodista. Algunes publicacions prominents, com Beyers Mode für Alle («Moda Beyers per a Tothom»), ensenyaven imatges de dones fumant. També, la cançó popular Lili Marleen tenia la cantant Lale Andersen amb un cigarret a la portada.
|              | Any   |       |       |       |
| 1930         | 1935  | 1940  | 1944  |       |
| Alemanya     | 490   | 510   | 1.022 | 743   |
| Estats Units | 1.485 | 1.564 | 1.976 | 3.039 |

Els nazis implementaren més polítiques antitabac a final dels 30, i, així, els primers anys de la Segona Guerra Mundial, l'ús del tabac ja havia declinat. Com a resultat de les mesures antitabac aplicades al Wehrmacht, el consum total de tabac dels soldats decresqué entre el 1939 i el 1945. Segons una enquesta del 1944, el nombre de fumadors cresqué al Wehrmacht, però el consum del tabac per militar va caure un 23,4% en comparació amb els anys anteriors a la guerra. El nombre de persones que fumaven 30 cigarrets o més diàriament baixà d'un 4,4% fins a un 0,3%.
Les polítiques antitabac dels nazis no estaven exemptes de contradiccions. Per exemple, les polítiques de la Volksgesundheit («Salut de la Gent») i el Gesundheitspflicht («Deure de ser Saludable») avançaven en paral·lel amb la distribució activa de cigarrets per als que els nazis veien com a «grups mereixedors» (com ara els soldats del front o els membres de les Joventuts Hitlerianes). D'altra banda, als grups estigmatitzats «no mereixedors» (jueus, presoners de guerra) se'ls negava l'accés al tabac.

## Després de la Segona Guerra Mundial
Després del col·lapse de l'Alemanya nazi, acabada la Segona Guerra Mundial, les manufactureres de cigarrets estatunidenques prest entraren en el mercat negre alemany. El contraban il·legal de tabac era prevalent i la campanya antitabac començada pels nazis va desaparèixer després de la caiguda del Tercer Reich. El 1949, prop de 400 milions de cigarrets manufacturats als Estats Units entraven a Alemanya de forma il·legal cada mes. El 1954, devers dos mil milions de cigarrets suïssos entraren de contraban a Alemanya i Itàlia. Com a part del Pla Marshall, els Estats Units enviaren tabac de franc a Alemanya; la quantitat de tabac enviada va ser de 24.000 tones el 1948 i de fins a 69.000 tones el 1949. El govern federal dels Estats Units invertí 70 milions de dòlars en el programa, que proveïa d'ingressos les empreses manufactureres de tabac del país. El consum anual de cigarrets per capita de l'Alemanya de la postguerra augmentà de 460 el 1950 a 1.523 el 1963. Durant aquesta època, la campanya antitabac a Alemanya va ser incapaç d'assolir un clímax com el que havia aconseguit la dels nazis els anys 1939–1941 i la investigació sobre els efectes del tabac en la salut havia «emmudit», segons paraules de Robert N. Proctor.